# The Secret Life of Leonardo Da Vinci
The Secret Life of Leonardo Da Vinci è un documentario del 2006 diretto da Michael Bouson e basato sulla vita del pittore italiano Leonardo da Vinci.